# Свети Димитър (Саки)
„Свети Димитър Солунски“ (на полски: Monaster św. Dymitra Sołuńskiego w Sakach) е един от петте православни мъжки манастира в Полша. Намира се в село Саки, на територията на Варшавско-Белската епархия на Полската православна църква.

## История
Манастирът е основан на 16 юли 2001 година с указ на митрополит Сава Варшавски. Първоначално монасите живеят в частен дом, а на 28 ноември 2001 година е купена сградата на бившето основно училище и принадлежащия ѝ парцел с обща площ 1,28 хектара, които да бъдат предназначени за манастир. Сградата е ремонтирана и помещенията са приспособени така, че да служат на братята монаси.
Първият игумен на манастира е архимандрит д-р Варсонофий (Дорошкевич). От 1 октомври 2009 г. игумен на манастира е Тимотей (Савчук), от 5 юни 2014 архимандрит.
През 2010 година монашеският дом придобива ранг на манастир. През 2021 година общността му се състои от 9 души, от които 8 монаси.
На територията на манастира се намира параклисът „Свети Нектарий“.

## Най-важни празници
- 19 август (6 август стар стил) – празникът Преображение Господне;
- 8 ноември (26 октомври стар стил) – празник на Св. Димитър Солунски;
- 22 ноември (9 ноември стар стил) – празник на Св. Нектарий.